# ولما دان
ولما دان (انگلیسی: Velma Dunn; ۹ اکتبر ۱۹۱۸ – ۸ مهٔ ۲۰۰۷) شیرجه‌رو، و آموزگار اهل ایالات متحده آمریکا بود.